# إتوري مارسيلينو دومينغيز
إتوري مارسيلينو دومينغيز (بالبرتغالية: Heitor Marcelino Domingues‏) هو لاعب كرة قدم برازيلي، ولد في 20 ديسمبر 1898 في ساو باولو في البرازيل، وتوفي بنفس المكان في 21 سبتمبر 1972. شارك مع منتخب البرازيل لكرة القدم. أما مع النوادي، فقد لعب مع نادي بالميراس.